# Дипломатическое прикрытие
Дипломатическое прикрытие — использование сотрудниками разведывательных организаций дипломатического представительства своей страны для маскировки основной деятельности. Является одним из вариантов прикрытий для разведывательной работы наряду с коммерческим, журналистским и иными вариантами оперативного прикрытия.

## Деятельность
Дипломатическое прикрытие является одним из методов дипломатической разведки. Чаще всего дипломатическое прикрытие используют в рамках работы военных атташе. Дипломатическое прикрытие является вариантом так называемой «легальной резидентуры» в отличие от деятельности разведчиков-нелегалов.
Дипломатическое прикрытие, в отличие от нелегальной разведки и иных видов оперативного прикрытия, обеспечивает разведчикам неприкосновенность в соответствии с Венской конвенцией о дипломатических сношениях, однако сковывает возможности деятельности таких разведчиков в стране пребывания в рамках ограничений, налагаемых на иностранных дипломатов и в связи с наблюдением местной контрразведки за такими сотрудниками.
Часто легальная резидентура под дипломатическим прикрытием является центром управления нелегальной резидентурой, вербовки и сотрудничества с местными агентами.

## Высылка
Поскольку сотрудники дипломатических представительств пользуются правом неприкосновенности, то в случае разоблачения незаконной деятельности против принимающего государства их чаще всего высылают из страны. Обычно такая высылка происходит по принципу равенства или «око за око», когда в ответ на высылку дипломата страны А, подозреваемого или разоблаченного как разведчика, из страны Б, страна А также высылает одного дипломата страны Б, которого считает разведчиком. Иногда такие высылки становятся массовыми и принимают характер дипломатической войны.
Так, с начала вторжения России на Украину в феврале 2022 года за 5 месяцев из стран Европы было выслано около 400 российских дипломатов, которые, по словам главы британской секретной службы MI6 Ричарда Мура, работали на разведку. Россия, в свою очередь, выслала множество европейских дипломатов, всего в 2022 году из России было выслано 305 иностранных дипломатов.